# Mida
Mida es un género con 12 especies de plantas de flores perteneciente a la familia Santalaceae. 

## Especies seleccionadas
- Mida acuminata
- Mida cignorum
- Mida crassifolia
- Mida cunninghamii
- Mida cygnorum
- Mida eucalyptoides
- Mida fernandeziana
- Mida myrtifolia
- Mida persicaria
- Mida salicifolia
- Mida spicata
- Mida undulata